# Sân bay quốc tế John F. Kennedy
Sân bay quốc tế John F. Kennedy (IATA: JFK, ICAO: KJFK), tên ban đầu của sân bay này thực chất là Sân bay Idlewild, là một sân bay quốc tế tọa lạc tại Jamaica, Queens, ở Đông Nam Thành phố New York cách Manhattan 19 km.
JFK là cửa ngõ vận chuyển hành khách và hàng hóa quốc tế hàng đầu thế giới tại Hoa Kỳ và cũng là cửa ngõ vận chuyển hàng hóa hàng đầu đến Mỹ tính theo giá trị hàng hóa vận chuyển.
Sân bay do Cảng vụ New York và New Jersey quản lý vận hành, cơ quan này cũng quản lý ba sân bay khác của Vùng đô thị Thành phố New York là Newark Liberty, LaGuardia và Teterboro. Trong số này, JFK là sân bay lớn nhất. Đây là sân bay trung tâm của hãng hàng không JetBlue Airways và cũng là cửa ngõ quốc tế chính của các hãng hàng không Delta Air Lines và American Airlines.
Khách Mỹ đi quốc tế thông qua Sân bay JFK chiếm 17% tổng số khách Mỹ đi nước ngoài năm 2004, cao nhất trong tất cả các sân bay Hoa Kỳ. Năm 2000, JFK phục vụ khoảng 50.000 hành khách quốc tế mỗi ngày. Tuyến JFK-Sân bay London Heathrow là cặp sân bay quốc tế Mỹ hàng đầu với hơn 2,9 triệu khách năm 2000. Các điểm đến quốc tế hàng đầu khác từ JFK là Paris, Frankfurt, và Tokyo. Gần 100 hãng hàng không từ 50 quốc gia đang hoạt động bay thường xuyên từ JFK.
Dù sân bay JFK nổi tiếng là sân bay trung tâm quốc tế hàng đầu của Thành phố New York và Hoa Kỳ, sân bay này cũng phục vụ các tuyến nội địa, phần lớn đến Bờ biển phía Tây Hoa Kỳ. Năm 2005, sân bay này đã phục vụ 41 triệu khách; Sân bay Newark Liberty phục vụ khoảng 33 triệu khách và Sân bay LaGuardia phục vụ khoảng 26 triệu khách,tổng cộng khoảng 100 triệu khách sử dụng các sân bay của Thành phố New York,doanh số hành khách sử dụng các sân bay Thành phố New York vượt quá con số của Chicago,là thành phố có số khách sử dụng sân bay lớn nhất Hoa Kỳ.

## Lịch sử

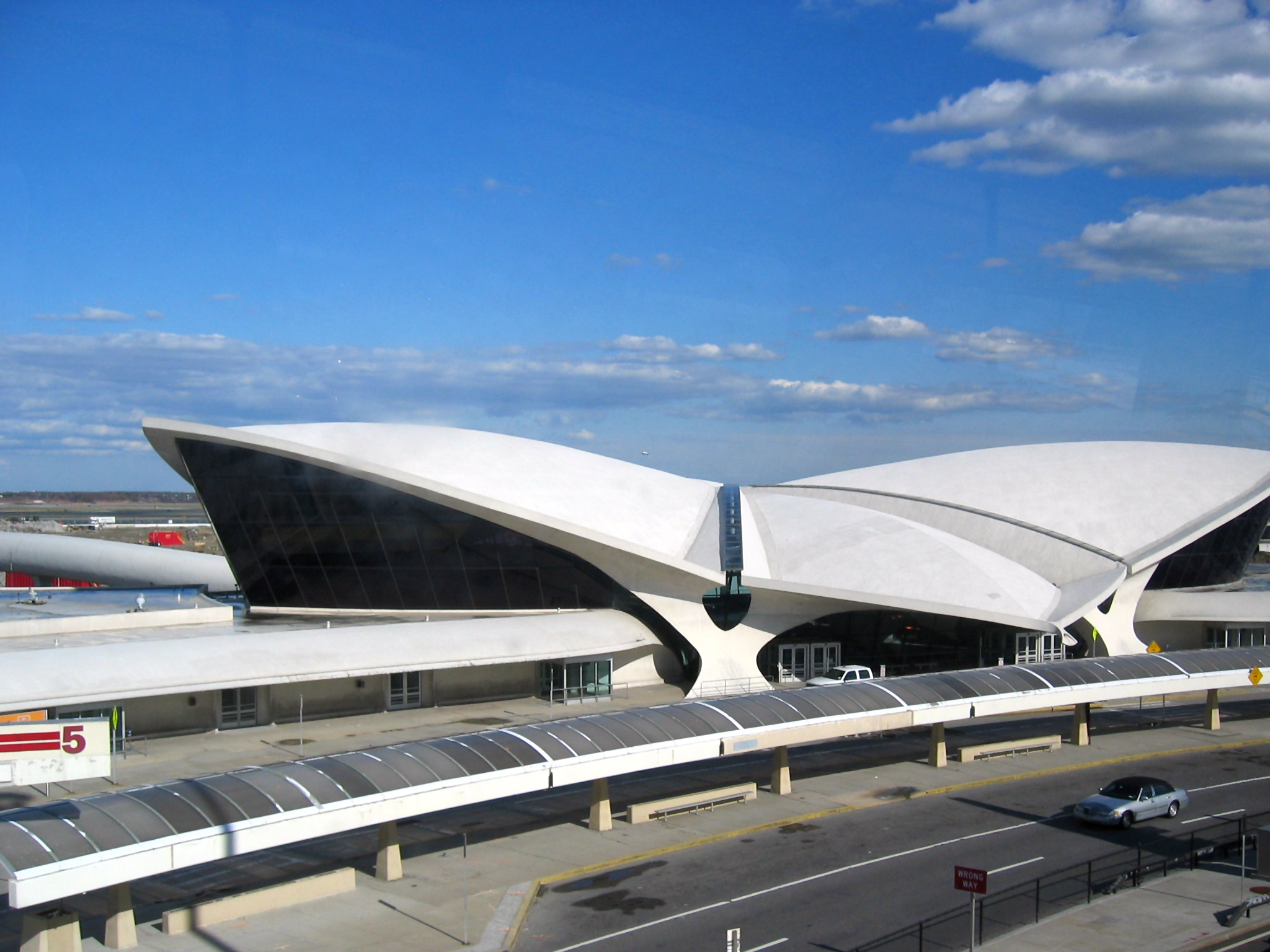
Tòa nhà Trung tâm bay TWA Flight thiết kế bởi Eero Saarinen

Sân bay này đã được Cảng vụ New York và New Jersey vận hành theo một hợp đồng thuê với Thành phố New York từ năm 1947. Khoảng 60 triệu USD đã được chi cho việc xây dựng sân bay. Hiện nay, con số dự toán cho thấy khoảng 6,6 tỷ USD và 207.000 việc làm cho Vùng đô thị New York do Sân bay quốc tế JFK mang lại.
Việc xây dựng sân bay bắt đầu năm 1942 với các tham vọng khiêm tốn. Chỉ có 4 km² đất tại địa điểm sân golf Idlewild được dành cho việc xây dựng sân bay. Sân bay này đã cung cấp tên gọi thông dụng ban đầu, dù không chính thức là Sân bay Idlewild.
Sân bay này phục vụ chuyến bay thương mại đầu tiên vào ngày 1 tháng 7 năm 1948. Sân bay được đặt tên là 'Sân bay quốc tế New York ngày 31 tháng 7 năm đó dù tên "Idlewild" vẫn thông dụng và mã IATA là KIDL. 
Khi ngành hàng không phát triển thì Sân bay Idlewild cũng phát triển. Tâm quan trọng của Thành phố New York đã đặt ra yêu cầu mở rộng công suất phục vụ của sân bay này. 16 km² và 8 nhà ga hàng không cuối cùng đã được bổ sung cho sân bay này. Nhiều hãng hàng không đã chọn sân bay này làm trung tâm hoạt động, bao gồm: Pan Am, TWA, Eastern, National, Tower Air, và Flying Tiger Line.
Nhà ga tạm năm 1948 đã là một Nhà ga duy nhất cho đến 1957, khi Nhà ga quốc tế đã được khai trương. Tám "Nhà ga đơn vị" đã được xây từ 1958 đến 1971, mỗi nhà ga do một hãng hàng không chính của sân bay thiết kế.

## Nhà ga

### Nhà ga 1
Nhà ga một gồm có 14 cửa, 11 ống dẫn ra máy bay bằng ống lồng và 3 cửa ra tàu bay (đi ra tàu bay bằng xe buýt)

### Nhà ga 2
Nhà ga 2 gồm có 28 cửa, 7 ống dẫn ra tầu bay bằng Côngtenơ hóa và 21 cửa ra tàu bay (đi bộ)

### Nhà ga 3 (TBA)
Nhà gà 3 là một chỗ đậu máy bay vì nhà ga hiện đang xây dựng.

### Nhà ga 4
Nhà ga 4 là một trong hai nhà ga có thể đậu máy bay cấp E nhà ga 4 gồm có 26 ống dẫn ra tàu bay bằng thủy tinh/Côngtenơ hóa và 17 cửa ra tàu bay (đi ra bằng xe buýt)

### Nhà ga 5
Nhà ga 5 là nhà ga lớn nhất trong các nhà ga gồm có 49 cửa,có 26 ống dẫn ra tàu bay bằng Thủy tinh/Côngtenơ hóa và 23 cửa ra tàu bay (đi ra bằng xe buýt)

### Nhà ga 6
Đóng cửa

### nhà ga 7
nhà ga 7 là một trong hai nhà ga có thể đậu mày bay cấp E nhà ga 7 gồm có 12 ống dẫn ra tàu bay bằng Côngtenơ hóa.

### Nhà ga 8
Nhà ga 8 gồm có 33 ống dẫn ra tàu bay bằng Côngtenơ hóa

## Các hãng hàng không và các điểm đến
| Hãng hàng không                                 | Các điểm đến | Nhà ga |
| ----------------------------------------------- | --- | ------ |
| Aer Lingus                                      | Dublin | 5      |
| Aer Lingus vận hành bởi Air Contractors         | Theo mùa: Dublin (bắt đầu từ ngày 1 tháng 6 năm 2015), Shannon | 5      |
| Aeroflot                                        | Moscow–Sheremetyevo | 1      |
| Aerolineas Argentinas                           | Buenos Aires–Ezeiza | 7      |
| Aeroméxico                                      | Cancún, Thành phố México Theo mùa: Puerto Vallarta, San José del Cabo | 1      |
| Aeroméxico Connect                              | Monterrey | 1      |
| Air Canada Express                              | Toronto–Pearson | 7      |
| Air China                                       | Bắc Kinh-Thủ đô | 1      |
| Air Europa                                      | Madrid | 4      |
| Air France                                      | Paris–Charles de Gaulle | 1      |
| Air India                                       | Delhi, Mumbai | 4      |
| Alaska Airlines                                 | Seattle/Tacoma (bắt đầu từ ngày 17/9/2015) | TBA    |
| Alitalia                                        | Milan–Malpensa, Rome–Fiumicino | 1      |
| All Nippon Airways                              | Tokyo–Narita | 7      |
| American Airlines                               | Antigua, Austin-Bergstrom, Baltimore, Barcelona, Bermuda, Birmingham (UK) (bắt đầu từ ngày 7/5/2015), Boston, Buenos Aires–Ezeiza, Campinas-Viracopos (ngừng từ ngày Tháng 3 năm 29, 2015), Cancún, Charlotte, Chicago–O'Hare, Dallas/Fort Worth, Las Vegas, London‑Heathrow, Los Angeles, Madrid, Manchester (UK), Miami, Milan–Malpensa, Orlando, Paris–Charles de Gaulle, Phoenix, Port-au-Prince, Rio de Janeiro–Galeão, St. Thomas, San Diego, San Francisco, San Juan, São Paulo–Guarulhos, Seattle/Tacoma, Washington–National, Zürich Thuê chuyến: Havana Theo mùa: Dublin, Eagle/Vail, Edinburgh (bắt đầu từ ngày 7/5/2015), Punta Cana, Rome–Fiumicino, San José (CR), St. Kitts, St. Maarten | 8      |
| American Eagle                                  | Baltimore, Cincinnati, Cleveland, Columbus (OH), Indianapolis, Montréal–Trudeau, Nashville, Norfolk, Pittsburgh, Raleigh/Durham, Toronto–Pearson, Washington–National | 8      |
| Arik Air                                        | Lagos | 4      |
| Asiana Airlines                                 | Seoul–Incheon | 4      |
| Austrian Airlines                               | Vienna (resumes ngày 1 tháng 4 năm 2015) | 1      |
| Austrian Airlines vận hành bởi Tyrolean Airways | Vienna (ngừng từ ngày 31 tháng 3 năm 2015) | 1      |
| Avianca                                         | Bogotá, Cali, Cartagena, Medellín–Córdova, Pereira, San Pedro Sula, San Salvador | 4      |
| Azerbaijan Airlines                             | Baku | 1      |
| BH Air                                          | Thuê chuyến: Sofia (bắt đầu từ ngày 4 tháng 4 năm 2015) | TBA    |
| British Airways                                 | London–City, London–Heathrow | 7      |
| Brussels Airlines                               | Brussels | 1      |
| Caribbean Airlines                              | Georgetown-Cheddi Jagan, Grenada, Kingston, Montego Bay, Port of Spain, Tobago | 4      |
| Cathay Pacific                                  | Hong Kong, Vancouver | 7      |
| Cayman Airways                                  | Grand Cayman | 1      |
| China Airlines                                  | Đài Bắc-Đào Viên | 4      |
| China Eastern Airlines                          | Thượng Hải-Phố Đông | 1      |
| China Southern Airlines                         | Quảng Châu | 4      |
| Copa Airlines                                   | Panama City | 4      |
| Delta Air Lines                                 | Accra, Amsterdam, Aruba, Atlanta, Austin, Barbados, Barcelona, Bermuda, Bogotá, Boston, Brussels, Charleston (SC) (bắt đầu từ ngày April 17, 2015), Dakar, Denver, Detroit, Dublin, Fort Lauderdale, Frankfurt, Grand Cayman, Guatemala City (tiếp tục lại từ 6 tháng 6 năm, 2015), Kingston, Las Vegas, London–Heathrow, Los Angeles, Madrid, Manchester (UK) (resumes July 1, 2015), Thành phố México, Miami, Milan–Malpensa, Minneapolis/St. Paul, Montego Bay, Moscow‑Sheremetyevo, Nassau, New Orleans, Orlando, Paris–Charles de Gaulle, Phoenix, Port‑au‑Prince (ngừng từ ngày 25 tháng 4 năm, 2015), Portland (OR), Punta Cana, Rome–Fiumicino, Salt Lake City, San Antonio, San Diego, San Francisco, San Juan, Santiago de los Caballeros, Santo Domingo–Las Américas, São Paulo–Guarulhos, Seattle/Tacoma, St. Maarten, Tampa, Tel Aviv–Ben Gurion, Tokyo–Narita, West Palm Beach, Zürich Theo mùa: Athens, Copenhagen, Fort Myers, Grenada, Honolulu, Istanbul–Atatürk, Jackson Hole, Liberia (CR), Málaga, Nice, Pisa, Pittsburgh, Prague, Providenciales, Puerto Vallarta, Reykjavík–Keflavík, San José del Cabo, Shannon, St. Lucia‑Hewanorra, St. Thomas, Stockholm–Arlanda, Vancouver, Venice | 2a, 4  |
| Delta Connection                                | Baltimore, Boston, Buffalo, Charleston (SC) (ngừng từ ngày 16/4/2015), Charlotte, Chicago–O'Hare, Cincinnati, Cleveland, Columbus (OH), Dallas/Fort Worth, Detroit, Indianapolis, Jacksonville (FL), Kansas City, Minneapolis/St. Paul, Montréal‑Trudeau, Nashville (ngừng từ ngày 5/5/2015), New Orleans, Norfolk, Philadelphia, Pittsburgh, Quebec City, Raleigh/Durham, Richmond, Rochester (NY), Savannah, Syracuse, Toronto–Pearson, Washington–Dulles, Washington‑National Theo mùa: Martha's Vineyard, Miami, Nantucket, Sarasota | 2, 4   |
| Dynamic Airways                                 | Georgetown-Cheddi Jagan | 1      |
| EgyptAir                                        | Cairo | 4      |
| El Al                                           | Tel Aviv–Ben Gurion | 4      |
| Emirates                                        | Dubai–International, Milan–Malpensa | 4      |
| Etihad Airways                                  | Abu Dhabi | 4      |
| EVA Air                                         | Đài Bắc-Đào Viên | 1      |
| Finnair                                         | Helsinki | 8      |
| Fly Jamaica Airways                             | Georgetown-Cheddi Jagan, Kingston | 1      |
| Hawaiian Airlines                               | Honolulu | 5      |
| Iberia                                          | Madrid | 7      |
| Icelandair                                      | Reykjavík–Keflavík | 7      |
| Interjet                                        | Thành phố México | 1      |
| Japan Airlines                                  | Tokyo–Narita | 1      |
| JetBlue Airways                                 | Aguadilla, Albuquerque, Aruba, Austin, Barbados, Bermuda, Boston, Buffalo, Burbank, Burlington (VT), Cancún, Cartagena, Charleston (SC), Charlotte, Chicago–O'Hare, Denver, Fort Lauderdale, Fort Myers, Grand Cayman, Grenada (bắt đầu từ ngày 11/6/2015), Houston–Hobby, Jacksonville (FL), Kingston, La Romana, Las Vegas, Liberia (CR), Long Beach, Los Angeles, Montego Bay, Nassau, New Orleans, Oakland, Orlando, Phoenix, Ponce, Port-au-Prince, Port of Spain, Portland (ME), Portland (OR), Providenciales, Puerto Plata, Punta Cana, Raleigh/Durham, Reno/Tahoe (bắt đầu từ ngày 28/5/2015), Rochester (NY), Sacramento, St. Lucia–Hewanorra, St. Maarten, Salt Lake City, Samaná, San Diego, San Francisco, San Jose (CA), San Juan, Santiago de los Caballeros, Santo Domingo–Las Américas, Sarasota, Savannah, Seattle/Tacoma, Syracuse, Tampa, Washington–Dulles, West Palm Beach Theo mùa: Curaçao, Hyannis, Martha's Vineyard, Nantucket | 5      |
| KLM                                             | Amsterdam | 4      |
| Korean Air                                      | Seoul–Incheon | 1      |
| Kuwait Airways                                  | Kuwait, London–Heathrow | 4      |
| LAN Airlines                                    | Lima, Santiago de Chile | 8      |
| LAN Ecuador                                     | Guayaquil | 8      |
| LAN Perú                                        | Lima | 8      |
| LOT Polish Airlines                             | Warsaw–Chopin | 1      |
| Lufthansa                                       | Frankfurt, Munich | 1      |
| Meridiana                                       | Theo mùa: Catania, Naples, Palermo | 1      |
| Norwegian Air Shuttle                           | Copenhagen, London–Gatwick, Oslo–Gardermoen, Stockholm–Arlanda Theo mùa: Bergen | 1      |
| OpenSkies                                       | Paris–Orly | 7      |
| Pakistan International Airlines                 | Lahoreb, Karachib | 4      |
| Philippine Airlines                             | Manila, Vancouver | 1      |
| Qantas                                          | Sydneyc | 7      |
| Qatar Airways                                   | Doha | 8      |
| Royal Air Maroc                                 | Casablanca | 1      |
| Royal Jordanian                                 | Amman–Queen Alia | 8      |
| Saudia                                          | Jeddah, Riyadh | 1      |
| Singapore Airlines                              | Frankfurt, Singapore | 4      |
| South African Airways                           | Johannesburg–O.R. Tambo | 4      |
| Sun Country Airlines                            | Minneapolis/St. Paul Thuê chuyến: Havana (bắt đầu từ ngày 17 tháng 3 năm 2015) | 4      |
| Swiss International Air Lines                   | Geneva, Zürich | 4      |
| TAM Airlines                                    | Rio de Janeiro–Galeão, São Paulo–Guarulhos, Toronto–Pearson (bắt đầu từ ngày 29/3/2015) | 8      |
| TAME                                            | Quito | 1      |
| Thomas Cook Airlines                            | Manchester (UK) (bắt đầu từ ngày 3/5/2015) | TBA    |
| Turkish Airlines                                | Istanbul–Atatürk | 1      |
| Ukraine International Airlines                  | Kiev | 7      |
| United Airlines                                 | Los Angeles, San Francisco | 7      |
| Uzbekistan Airways                              | Riga, Tashkent | 4      |
| Virgin America                                  | Las Vegas, Los Angeles, San Francisco Theo mùa: Fort Lauderdale, Palm Springs | 4      |
| Virgin Atlantic                                 | London–Heathrow | 4      |
| WestJet                                         | Calgary | 7      |
| XL Airways France                               | Theo mùa: Marseille, Paris–Charles de Gaulle | 4      |

### Vận chuyển hàng
| Hãng hàng không                            | Các điểm đến                                                                                  |
| ------------------------------------------ | --------------------------------------------------------------------------------------------- |
| ABX Air                                    | Cincinnati                                                                                    |
| Aerologic                                  | Frankfurt                                                                                     |
| Air China Cargo                            | Anchorage, Bắc Kinh-Thủ đô, Chicago–O'Hare, Dallas/Fort Worth, Thượng Hải-Phố Đông            |
| Asiana Airlines Cargo                      | Anchorage, Brussels, Chicago–O'Hare, Seoul–Incheon                                            |
| Atlas Air                                  | Charleston (SC), Taranto-Grottaglie                                                           |
| CAL Cargo Air Lines                        | Liège                                                                                         |
| Cargolux                                   | Chicago–O'Hare, Guadalajara, Houston–Intercontinental, Luxembourg, Thành phố México, Toulouse |
| Cargolux Italia                            | Milan–Malpensa                                                                                |
| Cathay Pacific Cargo                       | Anchorage, Chicago–O'Hare, Columbus, Hong Kong, Toronto–Pearson                               |
| China Airlines Cargo                       | Anchorage, Seattle/Tacoma, Taipei–Taoyuan                                                     |
| DHL Air UK                                 | East Midlands, Liège                                                                          |
| El Al Cargo                                | Tel Aviv–Ben Gurion                                                                           |
| Emirates SkyCargo vận hành bởi TNT Airways | Dubai-Al Maktoum                                                                              |
| FedEx Express                              | Indianapolis, Memphis                                                                         |
| IAG Cargo                                  | London–Heathrow, Madrid–Barajas                                                               |
| Icelandair Cargo                           | Reykjavík–Keflavík                                                                            |
| Kalitta Air                                | Bahrain, Chicago–O'Hare, Columbus (OH), Leipzig/Halle                                         |
| Korean Air Cargo                           | Anchorage, Miami, Seoul–Incheon, Thượng Hải-Phố Đông, Toronto–Pearson                         |
| Lufthansa Cargo                            | Atlanta, Chicago–O'Hare, Frankfurt, Thành phố México                                          |
| Nippon Cargo Airlines                      | Anchorage, Chicago–O'Hare                                                                     |
| Qantas Freight vận hành bởi Atlas Air      | Anchorage, Chicago–O'Hare                                                                     |
| Royal Jordanian Cargo                      | Amman–Queen Alia, Maastricht/Aachen                                                           |
| SkyLink Express                            | Hamilton (ON)                                                                                 |
| TNT Airways                                | Liège                                                                                         |
| UPS Airlines                               | Chicago/Rockford, Louisville, Philadelphia                                                    |